# Edvard Gille
Jacob Edvard Gille (født 10. august 1814 i Stockholm, død 8. november 1880 sammesteds) var en svensk komponist.
Gille var embedsmand under Stokholms Kommune, tillige organist i den katolske kirke og en tid orkesterdirigent ved Mindre teatern, medlem af det musikalske akademi. Gille har komponeret tre operaer, forskellige symfonier og koncertstykker med kor, flere messer, ouverturer og kammermusik, blandt andet sat musik til Oehlenschlägers Axel og Valborg (1856).